# Vysoká (Málkov)
Vysoká (německy Wisset) je malá vesnice v Krušných horách v okrese Chomutov. Nachází se asi 8,5 kilometrů západně od Chomutova v nadmořské výšce okolo 680 metrů. Byla založena ve třináctém století a většinu své existence patřila k chomutovskému panství. Po zrušení poddanství se stala samostatnou obcí, kterou zůstala až do šedesátých let dvacátého století. Od roku 1989 je částí obce Málkov. V roce 2011 ve Vysoké žilo 29 obyvatel a roku 2016 v ní bylo evidováno 73 adres.

## Název
V historických pramenech se jméno vesnice vyskytuje ve tvarech: Vizok (1281), zum Wisset (1533), Wiesset (1571), Wysoky (1571), Wiset a Wysek (1606), Wyset (1629), Wisset (1787 a 1846) a Vysoká nebo Wisset (1848).

## Historie
První písemná zmínka o vesnici pochází z roku 1281 a nachází se v listině, kterou ji spolu s dalšími vesnicemi odkázal Chotěbor z Račic s manželkou řádu německých rytířů z chomutovské komendy. Patřila do tzv. Křimovského újezdu, ale od okolních vesnic se liší půdorysným uspořádáním. Ostatní vsi měly domy uspořádané okolo návsi a navazovala na ně radiální plužina, zatímco domy ve Vysoké byly postaveny ve dvou řadách, na které navazovala záhumenicová plužina. Při záchranném archeologickém výzkumu ve vsi nebyly nalezeny žádné středověké artefakty. Existují proto hypotézy, že původní Vysoká stávala asi půl kilometru na jih od dochované vesnice v místech, kde se dříve stýkaly historické cesty, nebo že specifické zacházení s odpadem nevytvořilo archeologicky zjistitelné stopy.
Vesnice zůstala součástí chomutovského panství až do počátku sedmnáctého století. Městské urbáře v ní v letech 1560 a 1563 uvádí šestnáct poddaných (tj. 70–80 obyvatel), kteří museli od roku 1571 kupovat pivo pouze z Chomutova. Stále zde pila zmiňovaná v roce 1563 a pracovalo několik tkalců, kteří byli roku 1533 přijati do chomutovského cechu pláteníků. Později bývali zdejší řemeslníci členy cechů v Místě. V patnáctém a šestnáctém století vedla přes Vysokou jedna z větví obchodní cesty z Kadaně do Míšně, a proto zde stávala celnice. Za koně se platilo clo ve výši jednoho groše a za dobytek podle velikosti dva až tři feniky.
Pravděpodobně od roku 1572 se Vysoká stala součástí panství Poláky a od roku 1605 patřila k březenskému panství. V roce 1623 je zmíněna mezi vesnicemi, které koupil Jaroslav Bořita z Martinic spolu s hasištejnským panstvím. Od roku 1651 byla převedena k panství Poláky, které patřilo hraběti Ottovi z Trauburku. Berní rula z roku 1654 ve vsi zaznamenala šestnáct chalupníků a dva obyvatele závislé na obci. Chalupníci hospodařili na pozemcích tvořených poli, loukami a lesy. Jeden z nich kromě toho šenkoval. Tereziánský katastr vydaný v roce 1747 v Lidni uvádí osmnáct hospodářství, ke kterým patřilo 317 strychů půdy, šest řemeslníků a tři nádeníky. Zemědělství ve Vysoké hrálo, vzhledem k velké nadmořské výšce, vedlejší roli. Převážnou část pozemků tvořily pastviny a lesy a většinu plodin lidé pěstovali jen pro vlastní potřebu. Jedinou výjimkou představoval len, který se zde podomácku zpracovával nebo se prodával zejména do Chomutova.
Během napoleonských válek ve vesnici zemřeli a byli pohřbeni tři ruští vojáci. V letech 1897–1898 byla postavena silnice z Celné do Lidně. Obec ji financovala díky okresní podpoře ve výši pěti korun na jeden metr délky. Roku 1898 ve vesnici žilo sedmnáct sedláků a sedm domkářů. Živili se převážně zemědělstvím, ale svou činnost zde provozovalo také dvacet řemeslníků a živnostníků, ze kterých převládali zedníci a tesaři. Z celkových 388 hektarů území obce tvořila 148 ha orná půda, 150 ha lesy, 40 ha pastviny, 33 ha louky a jeden hektar zahrady. Obec měla kromě dvou rybníků bohaté zdroje vody v podobě pramenů a studní a na severozápadním okraji se nacházela nádrž o objemu 40 m³, která zásobovala 300 metrů dlouhý vodovod postavený v roce 1907.
f
Jedinou významnější událostí druhé světové války bylo poškození jednoho domu leteckou pumou svrženou pravděpodobně během letecké bitvy u Kovářské dne 11. září 1944, během které americké bombardéry nouzově shazovaly munici. Po válce došlo k vysídlení německých obyvatel, ale vesnici se již nepodařilo se dosídlit. Na konci padesátých let dvacátého století byla proto armádou zbořena řada prázdných a neudržovaných usedlostí a jiné byly přeměněny na rekreační objekty. Přesto se zachovalo několik původních domů, jejichž trámové stropy mohou pocházet z přelomu šestnáctého a sedmnáctého století.

## Přírodní poměry
Vysoká leží v katastrálním území Vysoká u Chomutova o rozloze 3,87 km² v Ústeckém kraji asi tři kilometry severozápadně od Málkova a 8,5 kilometrů západně od Chomutova.
Katastrální území lze z geologického hlediska rozdělit do tří oblastí. Přibližně v severní třetině se vyskytují prekambrické dvojslídné a biotitické ruly. Střední část a nejjižnější výběžek území tvoří předvaryské intruzivní horniny (metagranity, metagranodiority a ortoruly). Jižně od Vysoké se nacházejí metamorfované prekambrické spodnokorové a plášťové horniny. V geomorfologickém členění Česka leží v geomorfologickém celku Krušné hory a v podcelku Loučenská hornatina na rozhraní okrsků Přísečnická hornatina a Bolebořská vrchovina. Hranice mezi okrsky vede ve směru jihozápad–severovýchod podél severního okraje vesnice. Nejvyšším bodem je bezejmenná kóta (814 m) severně od vrcholu Poustevny. Samotná vesnice stojí ve výšce 660–700 metrů.
Z půd převažují kambizemě, ale při severozápadní hranici se vyskytují také podzoly a v krátkém úzkém pruhu mezi vesnicí a hranicí s katastrálním území Lideň také rašelinné půdy. V území se nenachází žádné vodní plochy. Z vodních toků je největší Prunéřovský potok, který v krátkém úseku teče podél severozápadní hranice. Severozápadně od Vysoké pramení bezejmenný levostranný přítok Hutné a na jihovýchodě Lideňský potok, který se u Málkova vlévá do Podkrušnohorského přivaděče. Malá částí území na pravém údolním svahu Prunéřovského potoka pod silnicí z Celné do Vysoké Jedle se nachází na území přírodního parku Údolí prunéřovského potoka.

## Obyvatelstvo
Při sčítání lidu v roce 1921 zde žilo 184 obyvatel (z toho 89 mužů), kteří byli kromě tří cizinců německé národnosti a všichni patřili k římskokatolické církvi. Podle sčítání lidu z roku 1930 měla vesnice 176 obyvatel: 174 Němců a dva cizince. Všichni byli římskokatolického vyznání.
|           | 1869 | 1880 | 1890 | 1900 | 1910 | 1921 | 1930 | 1950 | 1961 | 1970 | 1980 | 1991 | 2001 | 2011 | 2021 |
| --------- | ---- | ---- | ---- | ---- | ---- | ---- | ---- | ---- | ---- | ---- | ---- | ---- | ---- | ---- | ---- |
| Obyvatelé | 232  | 228  | 207  | 199  | 212  | 184  | 176  | 60   | 30   | 9    | 4    | -    | 8    | 29   | 31   |
| Domy      | 39   | 40   | 40   | 40   | 39   | 39   | 37   | 24   | 7    | 3    | 2    | -    | 5    | 10   | 8    |

## Obecní správa
Po zrušení poddanství se Vysoká roku 1850 stala samostatnou obcí, ke které od 1. ledna 1955 patřila také místní část Lideň. Spolu byly 1. července 1960 připojeny k Místu, jehož součástí byly až do roku 1988. Od 1. ledna 1989 se Vysoká stala částí obce Málkov. Na konci devatenáctého století byli starosty obce Josef Barth (1874–1883), Karl Olbert starší (do roku 1886), Josef Berbalk (do roku 1889), Antonín Tobisch (do roku 1892), Karl Olbert mladší (do roku 1898) a znovu Josef Berbalk.
Při volbách do obecních zastupitelstev konaných 22. května 1938 ve Vysoké žilo 106 voličů. Volby však neproběhly, protože kandidátní listinu podala pouze Sudetoněmecká strana, která se tak automaticky stala vítězem voleb.

## Doprava
Vysoká leží na silnici třetí třídy číslo III/22321 ze Zelené do Celné. Ve vesnici není žádná zastávka linkové autobusové dopravy. Nejbližší se nachází 2,4 km daleko v Zelené. Nejbližší pravidelně obsluhovaná železniční zastávka je v Málkově na železniční trati Chomutov–Cheb. Vesnicí ani jejím blízkým okolím nevede žádná značená turistická trasa, ale po silnici je značena cyklotrasa č. 3080 z Vikletic do Celné.

## Společnost

### Školství
Škola ve Vysoké, kterou navštěvovaly také děti z Lidně, vznikla v osmnáctém století a postupně byla umístěna v domech čp. 7, 10 a 32. V osmnáctém století se však vyučovalo pouze v zimě, a kromě čtení a psaní se žáci učili např. vázat košťata nebo plést košíky. Nová jednotřídní budova školy byla postavena roku 1829 a další v roce 1872. Roku 1898 byla místní škola označena jako podučitelská expozitura s jednou třídou, do které chodilo 38 žáků. Plat zdejšího podučitele byl 116 zlatých ročně. Škola zanikla na konci druhé světové války.

### Spolky
Od roku 1885 ve Vysoké fungoval Nemocenský a podpůrný pohřební spolek. Ve stejné době zde působil také Německý pedagogický spolek Hora Svatého Šebestiána a okolí a od roku 1898 také Zemědělský a lesnický spolek, který provozoval dobytčí váhu a bylinnou zahradu. Všechny spolky později zanikly. Po roce 1990 se však majitelé usedlostí a chat začali podílet na chodu vesnice a postavili dětské hřiště. Díky Programu obnovy vesnice byla zrekonstruována požární nádrž, opraveny cesta a zřízeno veřejné osvětlení a místní rozhlas.

## Pamětihodnosti
Asi 500 m severovýchodně od vesnice se nacházel zrušený hřbitov s márnicí v nároží. Na návsi stávala novorománská kaple z roku 1881 (nebo 1880) se dvěma zvony. Býval v ní barokní oltář se dvěma dřevěnými gotickými soškami svaté Barbory. Sošky se ztratily a kaple zanikla v padesátých letech dvacátého století, kdy byla přestavěna na obytný dům. Z původních sedmi křížů se dochoval pouze jeden litinový kříž ze druhé poloviny devatenáctého století a sousoší Nejsvětější Trojice v zahradě u domu čp. 86.